# Arènes de Générac
Les   Arènes de Générac sont les arènes municipales de la commune de Générac située dans le département du Gard et la région Languedoc-Roussillon. Générac fait partie de la Communauté d'agglomération Nîmes Métropole. Les arènes ont une capacité de 500 places.

## Présentation
L'existence  des arènes remonte à  1968. Elles sont principalement dédiées  à la course camarguaise, avec une moyenne annuelle de 10 courses. Les arènes étaient auparavant un plan de charrettes sur la place du village. La feria a lieu à la mi-juillet lors de la fête votive de la commune. Outre la course camarguaise, on y assiste à divers spectacles tauromachiques  comme le  toro-piscine. Mais aussi à des courses espagnoles une fois l'an, avec des tientas Et becerradas surtout destinées aux élèves des écoles taurines
Cette manifestation est très souvent agressée par les anti-taurins qui envahissent les arènes illégalement et que Simon Casas considère comme des hooligans. Elle a provisoirement pris la forme d'un  concours de capeas pour limiter les agressions de type Rodilhan (voir sur Midi Libre).